# Frecuencia dúplex
En una comunicación vía radio bidireccional, al hablar de frecuencia dúplex nos estamos refiriendo a que se utilizan dos rangos de frecuencias: uno para la comunicación en un sentido, y otro para la comunicación en sentido inverso.
Así, por ejemplo, en el sistema GSM-900, se utiliza el rango 890-915 MHz para la comunicación en sentido terminal móvil-estación base (Uplink), y el rango 935-960 MHz para la comunicación en sentido estación base-terminal (Downlink)
- Datos: Q5868926